# ピアノ協奏曲第2番 (モーツァルト)
ピアノ協奏曲第2番 変ロ長調 K.39は、ヴォルフガング・アマデウス・モーツァルトが編曲した2番目のピアノ協奏曲。第1番と同様、他者の作品の編曲である。

## 概要
第1番から第4番までのピアノ協奏曲は、すべて他者の作品の編曲であり、この第2番は1767年の6月にザルツブルクで作曲された。第1楽章と第3楽章はヘルマン・フリードリヒ・ラウパッハのヴァイオリン・ソナタ作品1の1、第2楽章はヨハン・ショーベルトのチェンバロ・ソナタ作品17の2から採られている。モーツァルトは旅行で訪れたパリで触れた作品を基にして、協奏曲の作曲を習得しようとしたと考えられている。
なお、ショーベルトの音楽は1760年頃からパリで流行しており、当時11歳のモーツァルトはショーベルトの作品に影響を受けていた。

## 楽器編成
独奏ピアノ、オーボエ2、ホルン2、ヴァイオリン2部、ヴィオラ、バス

## 構成
3楽章の構成で、演奏時間は約16分。
- 第1楽章 アレグロ・スピリトーソ　変ロ長調、4分の4拍子。
- 第2楽章 アンダンテ・スタッカート　ヘ長調、2分の2拍子。
- 第3楽章 モルト・アレグロ　変ロ長調、4分の2拍子。